# Mori (Iliade)
Mori (in greco antico Μόρυς) è un personaggio della mitologia greca, figlio di Ippotione.

## Mitologia
Era un giovane frigio che insieme ai fratelli Palmi e Ascanio prese parte alla difesa di Troia assediata dagli Achei.
Mori fu ucciso da Merione nell'azione bellica descritta nel libro XIV dell'Iliade relativo all'Inganno a Zeus.
()